# Madonna Jacoba Floreinsa
Madonna Jacoba Floreinsa (niderl. Maria en kind temidden van de HH. Jacob en Dominicus die de schenkers presenteren) – sacra conversazione niderlandzkiego malarza niemieckiego pochodzenia Hansa Memlinga.

## Opis
Obraz był prawdopodobnie samodzielną tablicą. Świadczy o tym umieszczenie na jednej przestrzeni postaci donatorów z rodziną skupionych wokół Madonny Tronującej. Powstał na zlecenie żony zamożnego kupca korzennego Jacoba Floreinsa brata Jana, fundatora Tryptyku Floreins z 1479 roku. Jacob zmarł w 1488 roku, obraz musiał powstać zaraz po tej dacie; wdowa namalowana została w stroju żałobnym. Dzieło pełniło funkcję obrazu kommemoracyjnego w prywatnej kaplicy rodowej w jednym z kościołów brugijskich.
Memling wykonał portret grupowy, rodzinny. Zgromadził siedmiu męskich członków rodu oraz dwanaście niewiast, wzorując się na kompozycji tablicy epitafijnej i kommemoratywnej Jana van Eycka pt. Madonna kanonika van der Paele oraz na własnej pracy znanej jako Tryptyk Marii z Dzieciątkiem z 1485 roku (obicie tronu Madonny jest niemal identyczne). Tradycyjnie w centrum znajduje się Madonna na tronie zwieńczonym czerwonym baldachimem, zdobionym złotymi haftami. U jej stóp rozłożony jest kolorowy dywan, w orientalne wzory. Na rękach Maryi siedzi Dzieciątko Jezus, błogosławiące Jacques’a Floreinsa, klęczącego po jego prawej stronie. Lewa ręka spoczywa na otwartym modlitewniku. Po obu stronach stoją patroni: Święty Jakub z prawej strony i Święty Dominik z lewej.

## Proweniencja
Obraz znajdował się w kolekcji hiszpańskiego oficera d’Armagnac stacjonującego w Burgos, w okresie istnienia I Cesarstwa Francuskiego. W 1878 roku został przekazany na rzecz muzeum Luwr w Paryżu.